# Schloss Schmolz

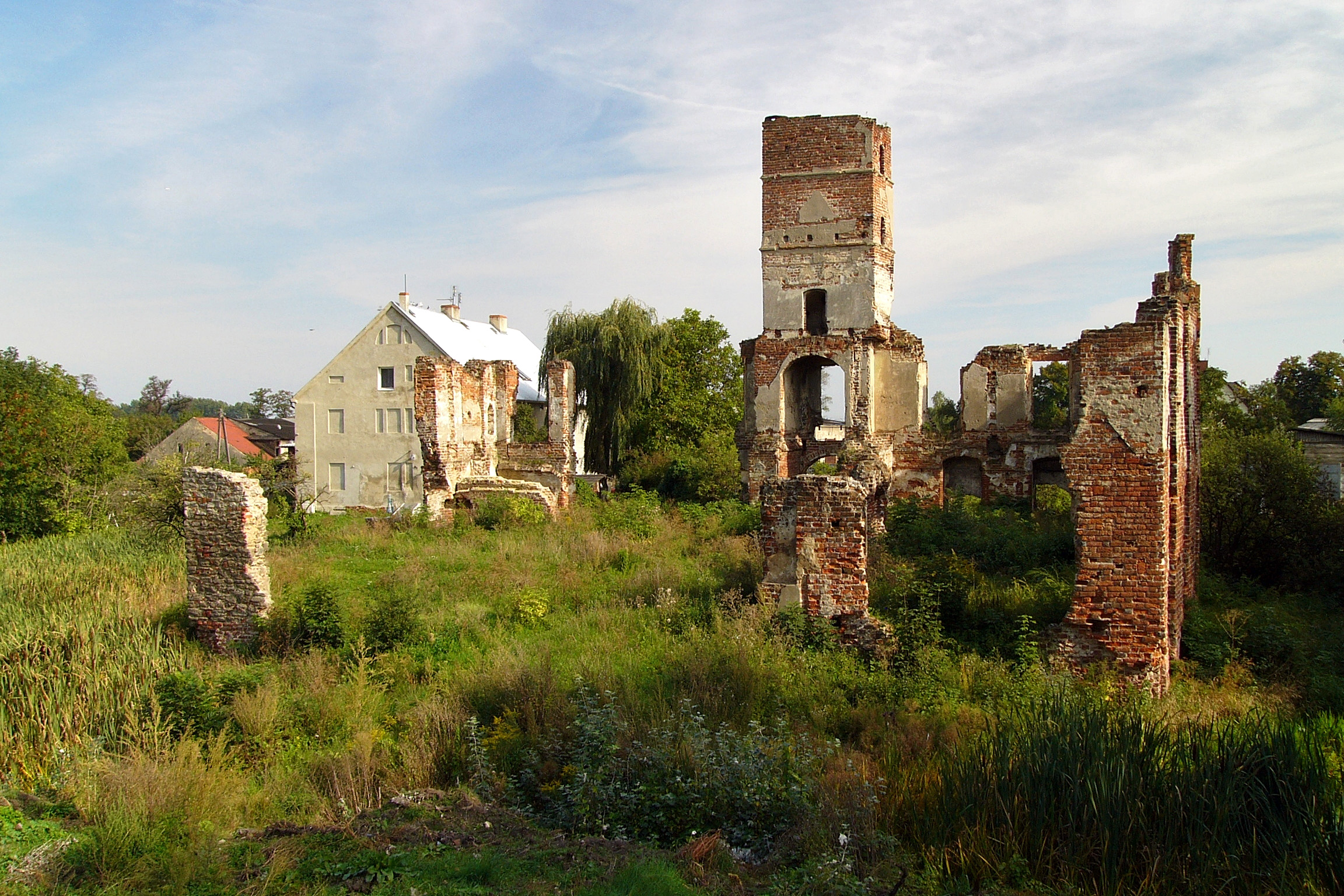
Ruine von Schloss Schmolz

Das Schloss Schmolz (polnisch Zamek w Smolcu) ist die Ruine eines Schlosses in Smolec (Schmolz) der Woiwodschaft Niederschlesien in Polen.

## Geschichte
Am Ort bestand urkundlich belegt 1357 ein befestigter Hof, nachdem für 1223 als Grundherr Jeschko de Smolcz genannt wird. Der heute erhaltene Turm geht auf den Wohnturm des befestigten Hofes zurück.
Im Jahr 1523 ließ Niklaus III. von Uthmann an den Wohnturm einen spätgotischen Wohnbau ansetzen. Das Allianzwappen am Hauptportal am Turm, das das Allianzwappen Uthmann-Saurma zeigt, stammt aus dieser Zeit.
Danach wurde ein Gebäudeflügel nach Süden angelegt, und das Schloss erhielt einen L-förmigen Grundriss.
Im 18. Jahrhundert wurde das Schloss durch einen Westflügel zu einem hufeisenförmigen nach Norden geöffneten Hof.
Im Jahr 1844 errichtete von Wallenberg-Pachaly auf dem Schloss eine Zuckerfabrik, und das Schloss wurde neugotisch umgebaut, wobei der Innenhof geschlossen wurde.
Nachdem als Folge des Zweiten Weltkriegs fast ganz Schlesien an Polen gefallen war, wurde das im Krieg beschädigte Schloss 1959 unter Denkmalschutz gestellt, verfiel aber immer weiter. Heute sind nur die Außenmauern und der Wassergraben erhalten.